# Trypanosyllis foliosa
Trypanosyllis foliosa är en ringmaskart som beskrevs av Imajima 2003. Trypanosyllis foliosa ingår i släktet Trypanosyllis och familjen Syllidae. Inga underarter finns listade i Catalogue of Life.